# East Haven
|  | Per a altres significats, vegeu «East Haven (Vermont)». |

East Haven és una població dels Estats Units d'Amèrica a l'estat de Connecticut. Segons el cens del 2005 tenia 28.755 habitants.

## Demografia
Segons el cens del 2000, East Haven tenia 28.189 habitants, 11.219 habitatges, i 7.494 famílies. La densitat de població era de 887,8 habitants/km².
Per edats la població es repartia de la següent manera: un 22,2% tenia menys de 18 anys, un 6,9% entre 18 i 24, un 31,6% entre 25 i 44, un 22,7% de 45 a 60 i un 16,6% 65 anys o més.
L'edat mediana era de 39 anys. Per cada 100 dones de 18 o més anys hi havia 87,8 homes.
La renda mediana per habitatge era de 47.930 $ i la renda mediana per família de 56.803 $. Els homes tenien una renda mediana de 41.464 $ mentre que les dones 30.709 $. La renda per capita de la població era de 22.396 $. Aproximadament el 3,5% de les famílies i el 5,2% de la població estaven per davall del llindar de pobresa.

## Poblacions properes
El següent diagrama mostra les poblacions més properes.